# II liga polska w piłce nożnej (1981/1982)
II liga 1981/1982 – 34. edycja rozgrywek drugiego poziomu ligowego piłki nożnej mężczyzn w Polsce. Wzięły w nich udział 32 drużyny, grając w dwóch grupach systemem kołowym. Sezon ligowy rozpoczął się w sierpniu 1981, ostatnie mecze rozegrano w czerwcu 1982.
| Poziomy rozgrywkowe w sezonie 1981/1982 | Poziomy rozgrywkowe w sezonie 1981/1982 | Poziomy rozgrywkowe w sezonie 1981/1982 |
| Rozgrywki                               | P                                       | Nazwa                                   |
| --------------------------------------- | --------------------------------------- | --------------------------------------- |
| Centralne                               | I                                       | I liga                                  |
| Centralne                               | II                                      | II liga (2 grupy)                       |
| Makroregionalne                         | III                                     | III Liga (4 grupy)                      |
| Okręgowe (49 okręgów)                   | IV                                      | Liga okręgowa                           |
| Okręgowe (49 okręgów)                   | V                                       | A klasa                                 |
| Okręgowe (49 okręgów)                   | VI                                      | B klasa                                 |

## Drużyny

### Grupa I
| Uczestnicy poprzedniej edycji | Uczestnicy poprzedniej edycji |
| ----------------------------- | ----------------------------- |
| Piast Gliwice                 | 2                             |
| Stilon Gorzów Wielkopolski    | 3                             |
| GKS Katowice                  | 4                             |
| Zagłębie Wałbrzych            | 5                             |
| Stoczniowiec Gdańsk           | 6                             |
| Lechia Gdańsk                 | 7                             |
| Stal Stocznia Szczecin        | 8                             |

| Olimpia Poznań                  | 9  |
| ROW Rybnik                      | 10 |
| Górnik Wałbrzych                | 12 |
| drużyna przeniesiona z grupy II |    |
| GKS Tychy                       | 5  |
| Spadek z I ligi 1980/1981       |    |
| Odra Opole                      | 16 |

| grupa I                       |   |
| Gryf Słupsk                   | 1 |
| Błękitni Stargard Szczeciński | 2 |
| grupa II                      |   |
| Urania Ruda Śląska            | 1 |
| grupa III                     |   |
| BKS Stal Bielsko-Biała        | 1 |

### Grupa II
| Uczestnicy poprzedniej edycji | Uczestnicy poprzedniej edycji |
| ----------------------------- | ----------------------------- |
| Hutnik Nowa Huta              | 2                             |
| Polonia Bytom                 | 3                             |
| Resovia                       | 4                             |
| Stal Rzeszów                  | 6                             |
| Błękitni Kielce               | 7                             |
| Stal Stalowa Wola             | 8                             |
| Górnik Knurów                 | 9                             |

| Cracovia                       | 10 |
| Radomiak Radom                 | 11 |
| Broń Radom                     | 12 |
| drużyna przeniesiona z grupy I |    |
| Wisła Płock                    | 11 |
| Spadek z I ligi 1980/1981      |    |
| Zawisza Bydgoszcz              | 15 |

| grupa II          |   |
| Olimpia Elbląg    | 1 |
| Gwardia Szczytno  | 2 |
| grupa III         |   |
| Raków Częstochowa | 2 |
| grupa IV          |   |
| Avia Świdnik      | 2 |

## Rozgrywki
Uczestnicy obu grup rozegrali po 30 kolejek ligowych (razem 240 spotkań) w dwóch rundach: jesiennej i wiosennej. Mistrzowie grup uzyskali awans do I ligi, zaś do III ligi spadły drużyny z miejsc 13–16.

### Grupa I – tabela
| Lp. | Drużyna                           | M  | Z  | R  | P  | Bramki | Bramki | Różn. | Pkt | Uwagi                    | Bezpośrednio       |
| --- | --------------------------------- | -- | -- | -- | -- | ------ | ------ | ----- | --- | ------------------------ | ------------------ |
| 1   | GKS Katowice (M) (A)              | 30 | 15 | 11 | 4  | 34     | 17     | +17   | 41  | Awans do I ligi          |                    |
| 2   | BKS Stal Bielsko-Biała            | 30 | 16 | 8  | 6  | 47     | 31     | +16   | 40  | Przeniesiona do grupy II |                    |
| 3   | Stilon Gorzów Wielkopolski        | 30 | 14 | 9  | 7  | 33     | 28     | +5    | 37  |                          |                    |
| 4   | Stal Stocznia Szczecin            | 30 | 13 | 10 | 7  | 44     | 35     | +9    | 36  |                          |                    |
| 5   | Zagłębie Wałbrzych                | 30 | 11 | 13 | 6  | 41     | 31     | +10   | 35  | ZAG–GRY 2:1 GRY–ZAG 1:1  |                    |
| 6   | Gryf Słupsk                       | 30 | 14 | 7  | 9  | 40     | 29     | +11   | 35  | ZAG–GRY 2:1 GRY–ZAG 1:1  |                    |
| 7   | Piast Gliwice                     | 30 | 11 | 10 | 9  | 36     | 29     | +7    | 32  |                          |                    |
| 8   | Górnik Wałbrzych                  | 30 | 10 | 11 | 9  | 42     | 30     | +12   | 31  | GÓR–ODR 0:1 ODR–GÓR 1:2  |                    |
| 9   | Odra Opole                        | 30 | 11 | 9  | 10 | 44     | 35     | +9    | 31  | GÓR–ODR 0:1 ODR–GÓR 1:2  |                    |
| 10  | GKS Tychy                         | 30 | 10 | 9  | 11 | 36     | 28     | +8    | 29  |                          |                    |
| 11  | Olimpia Poznań                    | 30 | 7  | 14 | 9  | 35     | 35     | 0     | 28  |                          |                    |
| 12  | ROW Rybnik                        | 30 | 8  | 11 | 11 | 36     | 40     | −4    | 27  | ROW–STO 3:1 STO–ROW 2:1  |                    |
| 13  | Stoczniowiec Gdańsk (S)           | 30 | 9  | 9  | 12 | 33     | 38     | −5    | 27  | ROW–STO 3:1 STO–ROW 2:1  | Spadek do III ligi |
| 14  | Lechia Gdańsk (S)                 | 30 | 6  | 8  | 16 | 19     | 46     | −27   | 20  |                          | Spadek do III ligi |
| 15  | Błękitni Stargard Szczeciński (S) | 30 | 5  | 7  | 18 | 20     | 51     | −31   | 17  |                          | Spadek do III ligi |
| 16  | Urania Ruda Śląska (S)            | 30 | 3  | 8  | 19 | 19     | 56     | −37   | 14  |                          | Spadek do III ligi |

### Grupa II – tabela
| Lp. | Drużyna               | M  | Z  | R  | P  | Bramki | Bramki | Różn. | Pkt | Uwagi                                                                           | Bezpośrednio            |
| --- | --------------------- | -- | -- | -- | -- | ------ | ------ | ----- | --- | ------------------------------------------------------------------------------- | ----------------------- |
| 1   | Cracovia (M) (A)      | 30 | 17 | 6  | 7  | 38     | 22     | +16   | 40  | Awans do I ligi                                                                 |                         |
| 2   | Polonia Bytom         | 30 | 15 | 8  | 7  | 47     | 31     | +16   | 38  |                                                                                 |                         |
| 3   | Hutnik Nowa Huta      | 30 | 14 | 6  | 10 | 47     | 32     | +15   | 34  |                                                                                 |                         |
| 4   | Błękitni Kielce       | 30 | 9  | 14 | 7  | 31     | 24     | +7    | 32  | BŁK–AVI 0:0 AVI–BŁK 0:0                                                         |                         |
| 5   | Avia Świdnik          | 30 | 10 | 12 | 8  | 26     | 29     | −3    | 32  | BŁK–AVI 0:0 AVI–BŁK 0:0                                                         |                         |
| 6   | Broń Radom            | 30 | 11 | 9  | 10 | 43     | 44     | −1    | 31  | BRO: 10 pkt GÓR: 8 pkt, 7–10 RAK: 8 pkt, 5–8 STA: 7 pkt, 14–12 RES: 7 pkt, 9–13 |                         |
| 7   | Górnik Knurów         | 30 | 11 | 9  | 10 | 38     | 32     | +6    | 31  | BRO: 10 pkt GÓR: 8 pkt, 7–10 RAK: 8 pkt, 5–8 STA: 7 pkt, 14–12 RES: 7 pkt, 9–13 |                         |
| 8   | Raków Częstochowa     | 30 | 8  | 15 | 7  | 21     | 28     | −7    | 31  | BRO: 10 pkt GÓR: 8 pkt, 7–10 RAK: 8 pkt, 5–8 STA: 7 pkt, 14–12 RES: 7 pkt, 9–13 |                         |
| 9   | Stal Stalowa Wola     | 30 | 11 | 9  | 10 | 45     | 35     | +10   | 31  | BRO: 10 pkt GÓR: 8 pkt, 7–10 RAK: 8 pkt, 5–8 STA: 7 pkt, 14–12 RES: 7 pkt, 9–13 |                         |
| 10  | Resovia               | 30 | 11 | 9  | 10 | 31     | 30     | +1    | 31  | BRO: 10 pkt GÓR: 8 pkt, 7–10 RAK: 8 pkt, 5–8 STA: 7 pkt, 14–12 RES: 7 pkt, 9–13 |                         |
| 11  | Radomiak Radom        | 30 | 11 | 8  | 11 | 35     | 33     | +2    | 30  |                                                                                 |                         |
| 12  | Olimpia Elbląg        | 30 | 8  | 12 | 10 | 28     | 30     | −2    | 28  | Przeniesiona do grupy I                                                         | OLI–ZAW 3:1 ZAW–OLI 0:0 |
| 13  | Zawisza Bydgoszcz (S) | 30 | 9  | 10 | 11 | 28     | 32     | −4    | 28  | Spadek do III ligi                                                              | OLI–ZAW 3:1 ZAW–OLI 0:0 |
| 14  | Stal Rzeszów (S)      | 30 | 7  | 10 | 13 | 23     | 34     | −11   | 24  | Spadek do III ligi                                                              |                         |
| 15  | Wisła Płock (S)       | 30 | 7  | 9  | 14 | 28     | 39     | −11   | 23  | Spadek do III ligi                                                              |                         |
| 16  | Gwardia Szczytno (S)  | 30 | 4  | 8  | 18 | 28     | 62     | −34   | 16  | Spadek do III ligi                                                              |                         |